# Disney's Once Upon a Dream
Pour les articles homonymes, voir Once Upon a Dream.
La Parade des rêves Disney (Disney's Once Upon a Dream Parade) est une parade présentée au parc Disneyland de 2007 à 2012 à l'occasion des quinze ans du complexe.

## Parc Disneyland
Cette parade comporte huit chars, dont 6 articulés, permettant de tourner plus facilement sur Central Plaza et Town Square. C'est la seconde parade olfactive de Disney après la Bouquet of Love de Tokyo Disneyland à l'occasion des Disney's Princesses Days. Chaque char diffuse deux odeurs particulières, à l'exception du premier et du dernier, qui n'en diffusent qu'une. Les chars utilisent des marionnettes géantes articulées.
- Première représentation : 24 mars 2007 (début des répétitions générales), 31 mars 2007 (début officiel)
- Dernière représentation : 30 mars 2012
- Durée de la parade : environ 25 minutes[1]
- Nombre de chars : 8
- Trajet : sur la route de la parade
- Parade suivante : Disney Magic on Parade

### Galerie

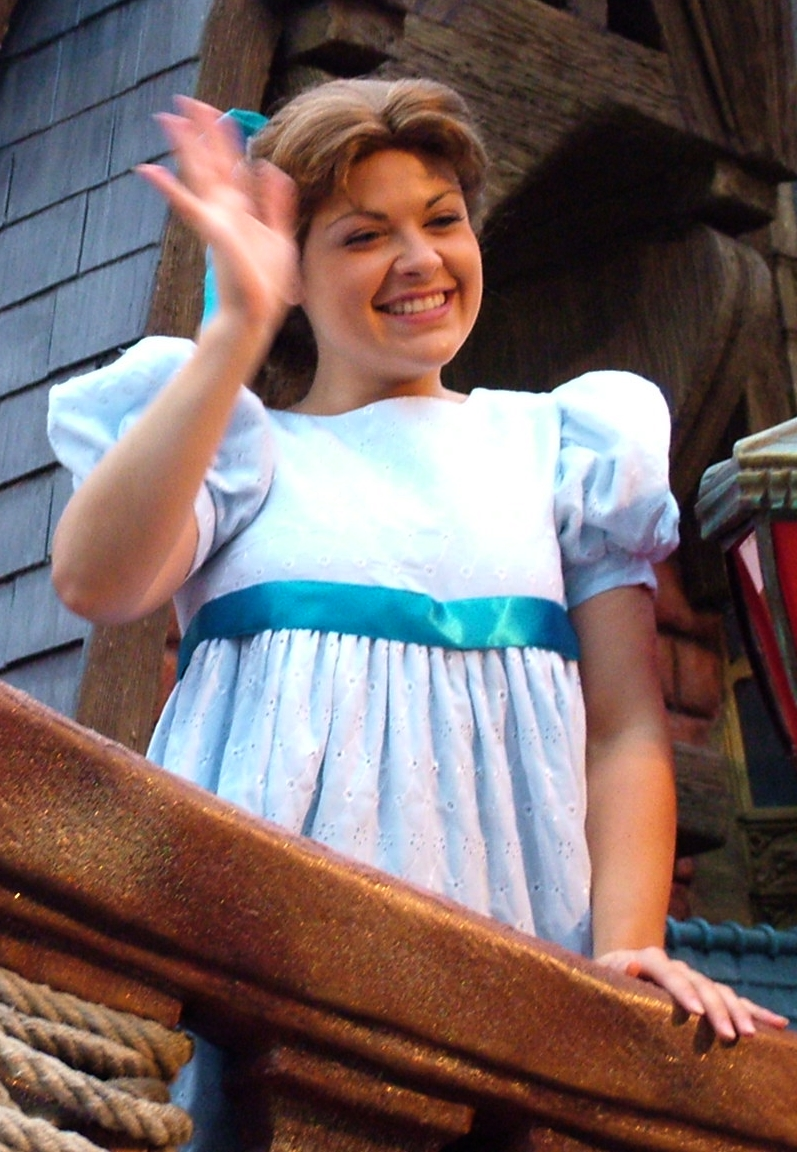
Wendy Darling sur le char Dream of Fantasy
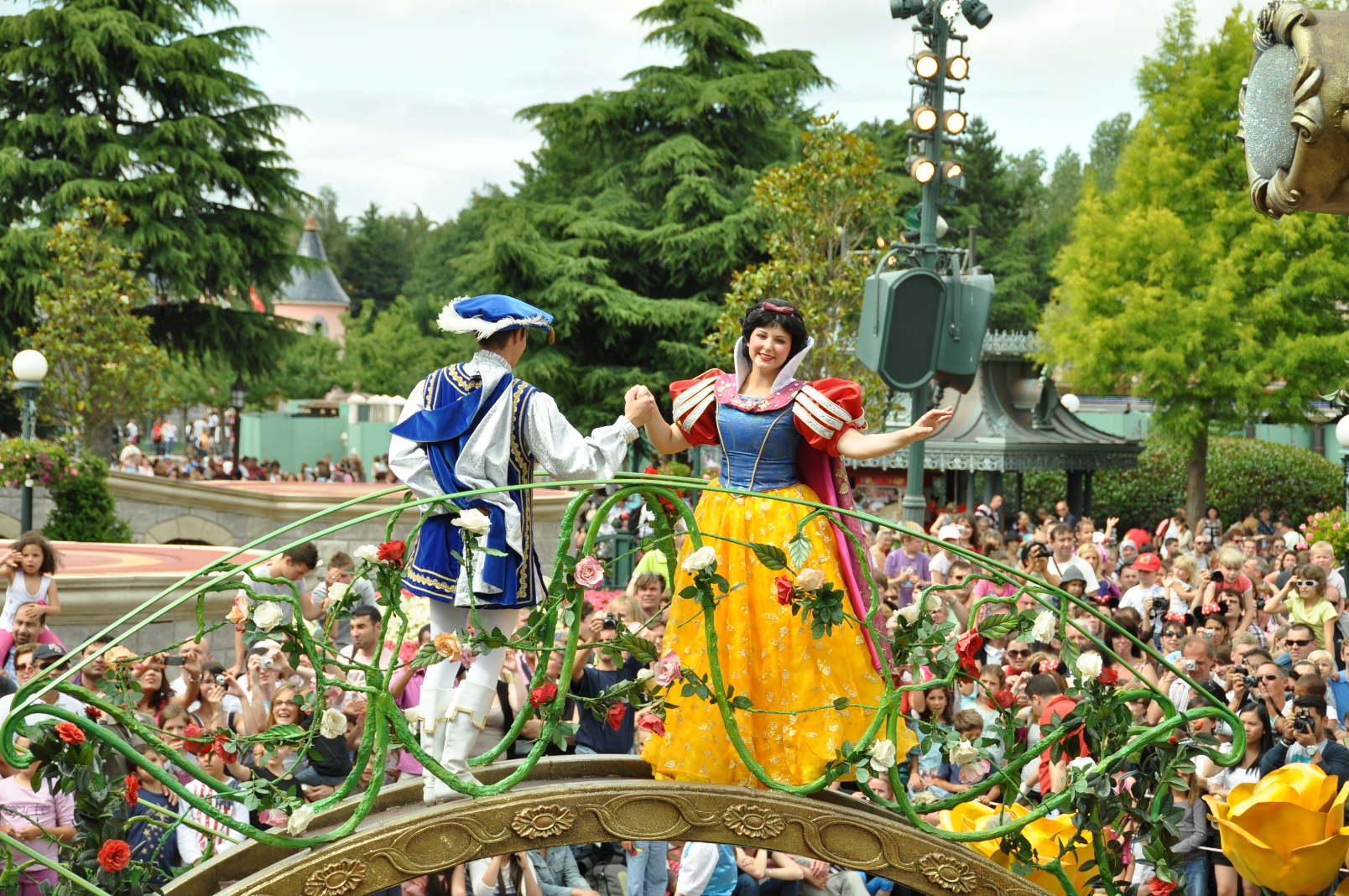
Blanche-Neige et son prince charmant sur le char Dream of Romance
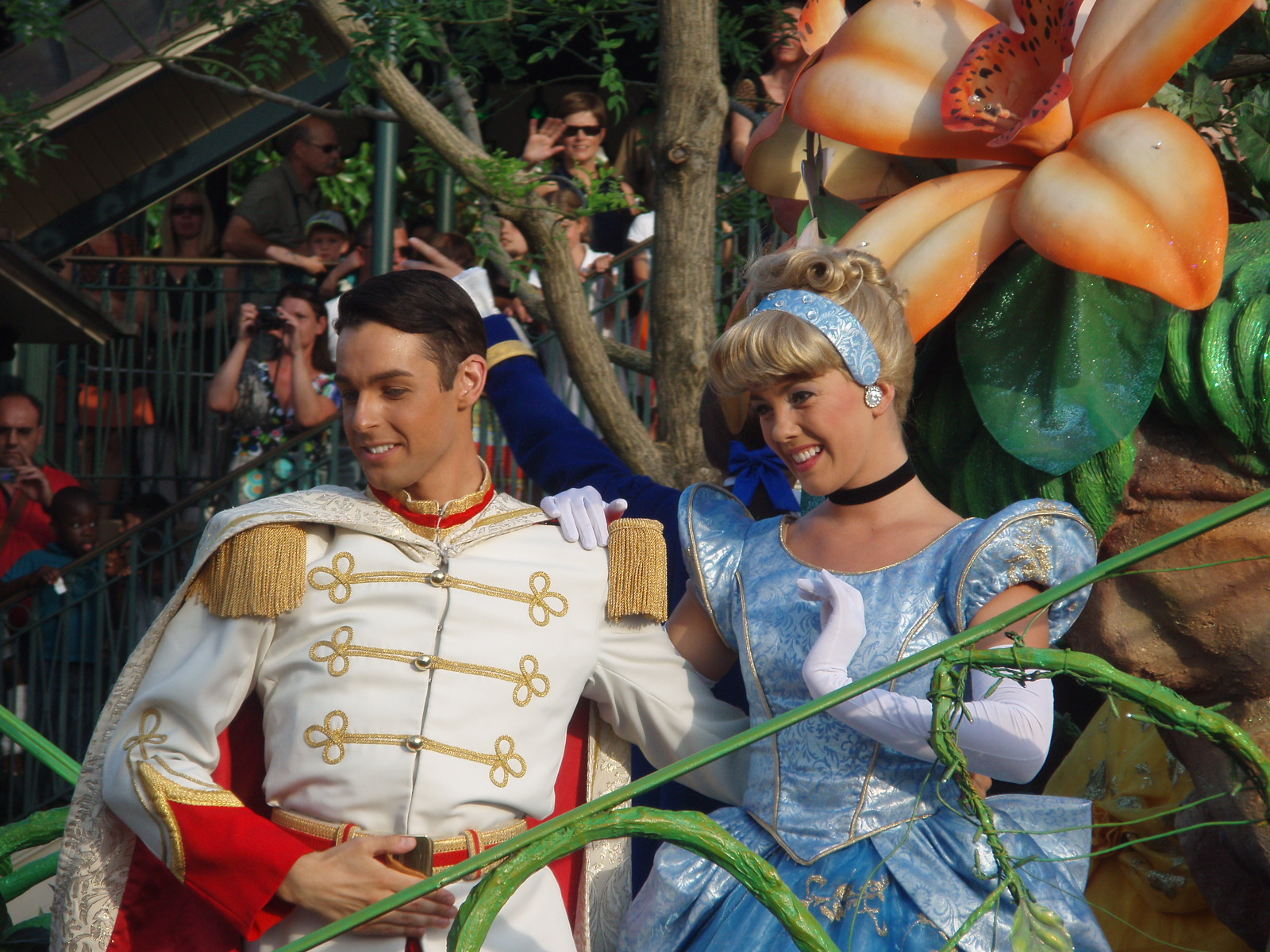
Cendrillon et son prince
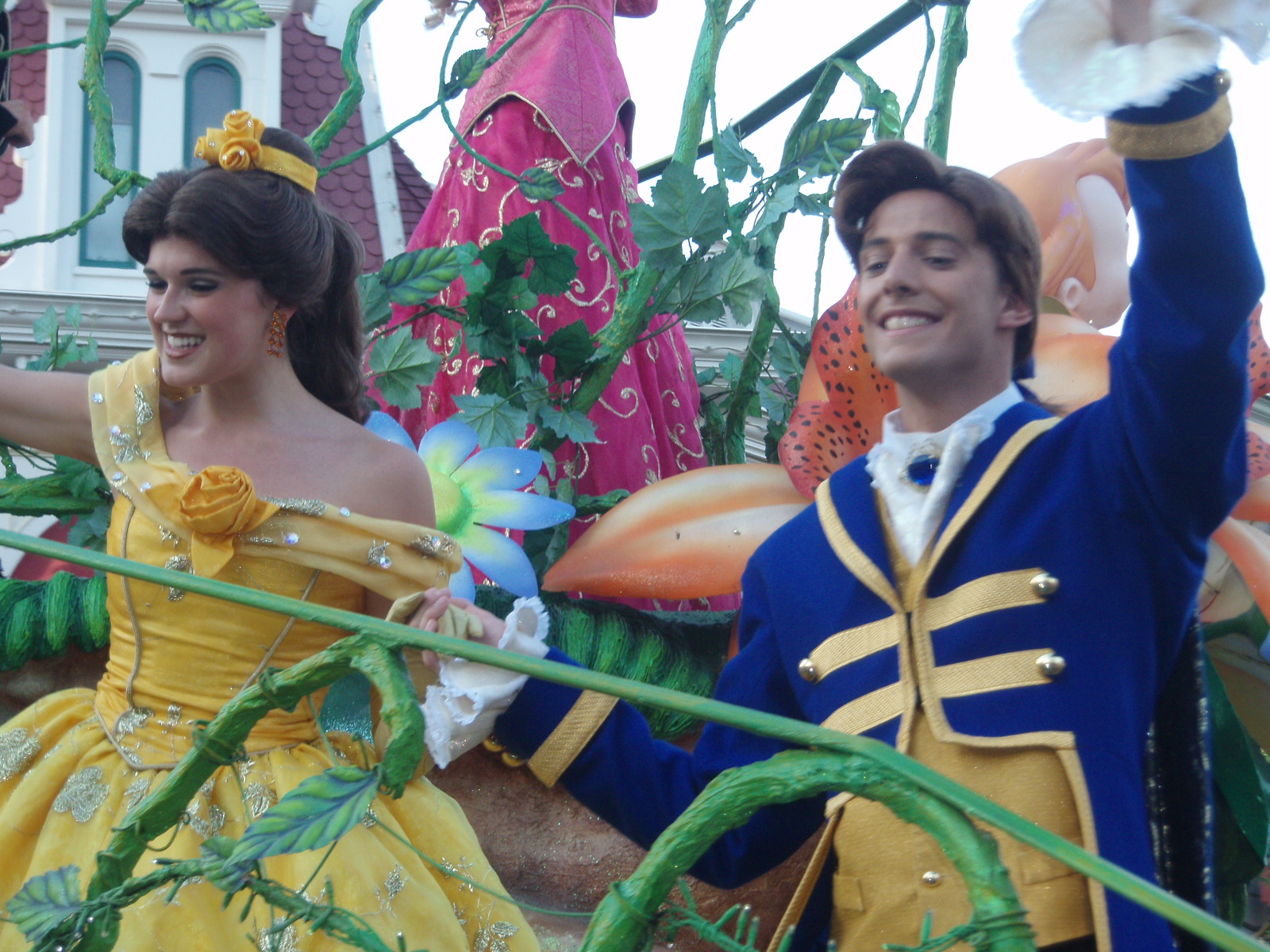
Belle et le prince Adam

### Les chars
- Dream of Imagination

Sur ce char sont représentés le Soleil, scintillant, et attaché à une nacelle de montgolfière, la Lune, souriante et une pile de livres. Mickey Mouse et Minnie Mouse se trouvent dans la nacelle de la montgolfière, qui arbore un médaillon lumineux « 15 » (jusqu'au 7 mars 2009), tandis que Donald Duck se trouve une petite plateforme sur les livres ; Dingo est assis à l'arrière du char, à côté d'un encrier avec plume qui diffuse des bulles autour du char. Tic et Tac et Pluto suivent le char à pied. Le char est accompagné de senteurs de bonbons et de sucreries.
- Dream of Fun and Laughter

Ce char représente, devant, Alice géante dans une petite chaumière, tenant dans sa main des tasses dont une avec le Lièvre de Mars assis dedans. Le Chapelier toqué tente d'échapper à la Reine de Cœur, armé d'un flamant rose et à ses cartes, tout étant bousculé par Tweedle Dee, Tweedle Dum et le Lapin Blanc. À l'arrière, Pinocchio danse en compagnie de jouets à taille réelle, cancans et kosaques, au pied d'une maison.
- Dream of Friendship

Ce char montre, à l'avant, les jouets du film Toy Story et l'arrière les personnages de Winnie l'Ourson avec sur le char Winnie. À l'arrière, Tigrou, Porcinet et Bourriquet qui suivent le char en sautant grâce à des échasses dynamiques.
- Dream of Fantasy

Ce char met en scène, à l'avant, le Capitaine Crochet, Peter Pan, Wendy, et les pirates, et à l'arrière du char, derrière la reproduction de Big Ben, Mary Poppins et Bert à Londres, suivis de manchots qui dansent.
- Dream of Power

Ce char représente les méchants Disney, Maléfique en haut d'un jet de flamme (elle est en fait en train de se transformer en dragon), la Reine de Blanche Neige devant son chaudron (ce sera la première apparition de ce personnage à Disneyland Resort Paris qui n'avait que la Sorcière), Jafar en serpent, Chernabog sur le Mont Chauve au milieu, et Ursula dans son repaire derrière, Scar et Hades dans son char.
- Dream of Adventure

Ayant pour thème principal la savane à l'avant et la jungle à l'arrière, ce char est "habité" par Simba et ses amis, Baloo et les autres.
- Dream of Romance (partie 1)

Ce char montre une oasis en bord de mer, avec à l'avant sur son coquillage Ariel la petite sirène et son prince, et à l'arrière, Aladdin et Jasmine sur une balançoire.
- Dream of Romance (partie 2)

La parade se clôture avec ce char, qui met en scène dans un jardin féerique peuplé d'angelots,  Belle, Aurore, Cendrillon, Tiana (depuis avril 2010) et Blanche-Neige accompagnées de leurs princes respectifs. Ce char est en deux parties avec un kiosque et un château de diamant en haut d'une colline, les deux parties étant reliées par un pont.

### La musique
La musique précédant la parade et accompagnant les arrêts « show stop » s'intitule Just Like We Dreamed It elle fut écrite par Sunny Hilden, compositrice de Come Away With Me pour la parade Disney's Eureka! A California Parade. Les paroles sont interprétées par le duo formé de Renee Sandstrom et Ruben Martinez. Les arrangements sont de Marco Marinangeli et l'enregistrement final est de Bruce Healey compositeur de la musique de Light Magic, Fantillusion et de Fantasmic!.
Les medleys de chaque char sont composés par Vasile Sirli et arrangés par Steve Sidwell.